# تاریخ ایران مدرن
تاریخ ایران مدرن (به انگلیسی: A History of Modern Iran) کتابی است که یرواند آبراهامیان نوشته و انتشارات دانشگاه کمبریج، آن را در سال ۲۰۰۸ منتشر کرده‌است. این کتاب مشتمل بر شش فصل است که به بررسی و بیان اتفاقات در ایران از ابتدای دوره قاجار تا زمان ریاست جمهوری محمود احمدی‌نژاد پرداخته‌ است.

## معرفی
این کتاب برای آشنایی خوانندگان عادی با تاریخ ایران از زمان شکل‌گیری انقلاب مشروطه در اواخر دههٔ ۱۲۶۰ تا دورهٔ تثبیت جمهوری اسلامی در اوایل دههٔ ۱۳۸۰ نگاشته شده‌است و سعی دارد تا توضیح دهد که چرا ایران در یک سده دو انقلاب عمده یعنی انقلاب مشروطه و انقلاب اسلامی را تجربه کرده‌ است.

## فصل ها[۱]
1. شاهان مستبد: دولت و جامعه در دورهٔ قاجار
2. رفرم، انقلاب و جنگ بزرگ
3. سیاست مشت آهنین رضا شاه
4. فترت ناسیونالیستی
5. انقلاب سفید محمد رضا شاه
6. جمهوری اسلامی